# Diethard Zils
Diethard Zils OP (* 1935 in Bottrop) ist ein deutscher römisch-katholischer Priester und Ordensmann im Dominikanerkonvent St. Bonifaz in Mainz. 
Er ist bekannt als Gestalter von Beatmessen sowie als Textdichter und Übersetzer neuer geistlicher Lieder, die zum Teil in das katholische Gebet- und Gesangbuch Gotteslob (GL) wie auch in evangelische Gesangbücher wie das Evangelische (EG) und das Mennonitische Gesangbuch (MG) aufgenommen wurden und mehrfach von namhaften Komponisten vertont wurden. Auch in den aktuellen Schweizer Gesangbüchern ist er mehrfach vertreten: im KG mit fünf Texten und im RG mit einem Text.

## Werke (Auswahl)
- Abraham, Abraham, verlass dein Land. Musik: Wim ter Burg (Evangelisches Gesangbuch 311 und Gesangbuch der Evangelisch-methodistischen Kirche 430).
- Ein befreiendes Lied. Musik: Ludger Stühlmeyer, UA: Jugendmusikfestival Clemenswerth 1992.
- Frieden und Shalom. Melodie aus Israel.
- Im Dunkel unsrer Ängste. Musik: Jo Akepsimas (MG 296).
- Kommt herbei, singt dem Herrn. Melodie aus Israel (Gotteslob 140).
- Lass uns den Weg der Gerechtigkeit gehen. Musik: Cristóbal Halffter Jiménez (MG 490).
- Lobt und preist die herrlichen Taten. Musik: Lucien Deiss (EG 429).
- Mädchen du in Israel. Musik: Albe Vidakovic.
- Pilger sind wir Menschen. Nach der Melodie von Land of Hope and Glory von Edward Elgar.
- Sag ja zu mir, wenn alles nein sagt. Musik: Ignace de Sutter 1959 (verschiedene Diözesananhänge des GL).
- Suchen und fragen (Übertragung). Musik: Jo Akepsimas (GL 457).
- Wir haben Gottes Spuren festgestellt. Musik: Jo Akepsimas (MG 406).
- Wir preisen deinen Tod (Übertragung). Musik: Michael Ambroise Wackenheim 1986 (verschiedene Diözesananhänge des GL).